# Candeininae
Candeininae es una subfamilia de foraminíferos planctónicos de la familia Candeinidae, de la superfamilia Globorotalioidea, del suborden Globigerinina y del orden Globigerinida. Su rango cronoestratigráfico abarca desde el Messiniense (Mioceno superior) hasta la Actualidad.

## Clasificación
Candeininae incluye a los siguientes géneros:
- Candeina